# Ceroplastica

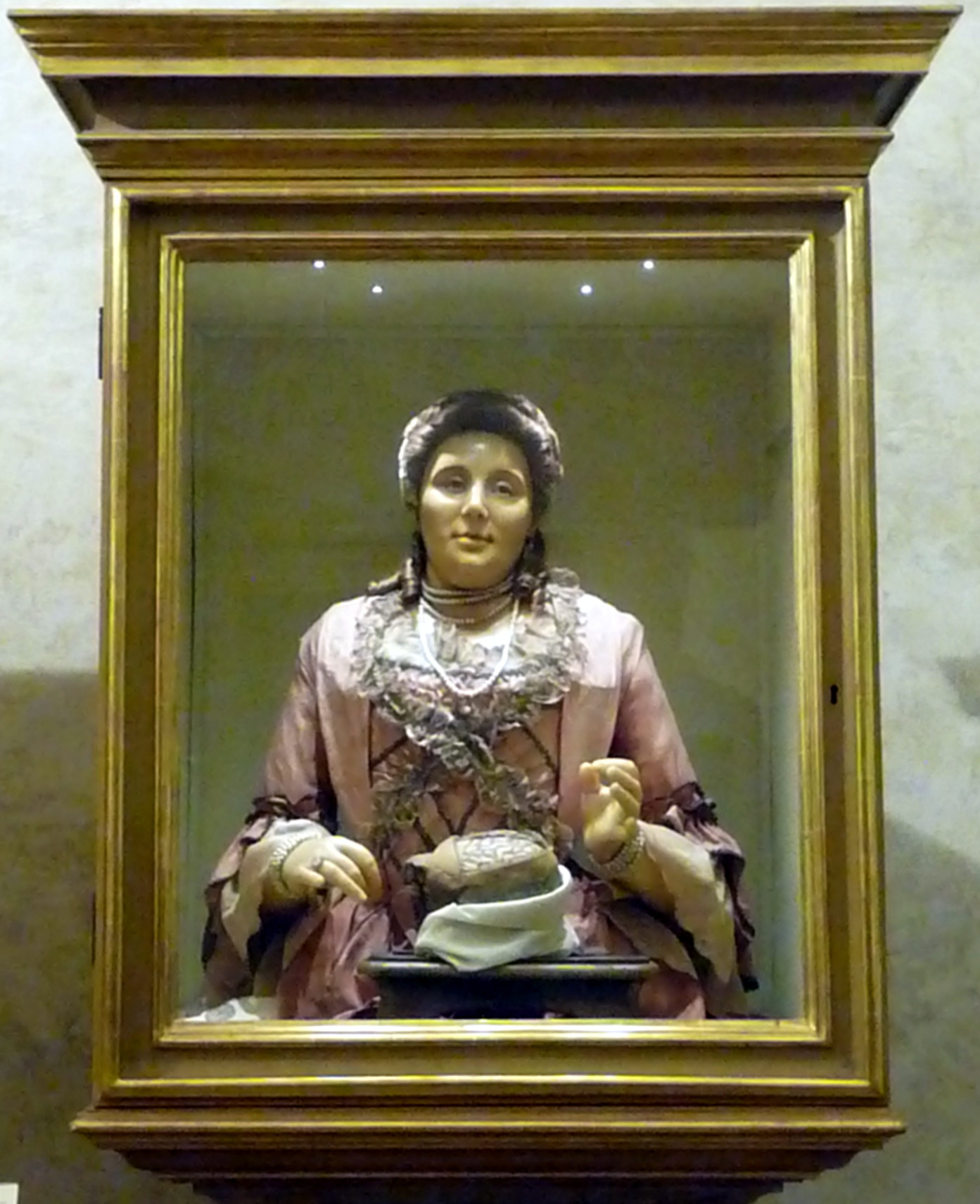
Autoritratto in cera della ceroplasta Anna Morandi Manzolini

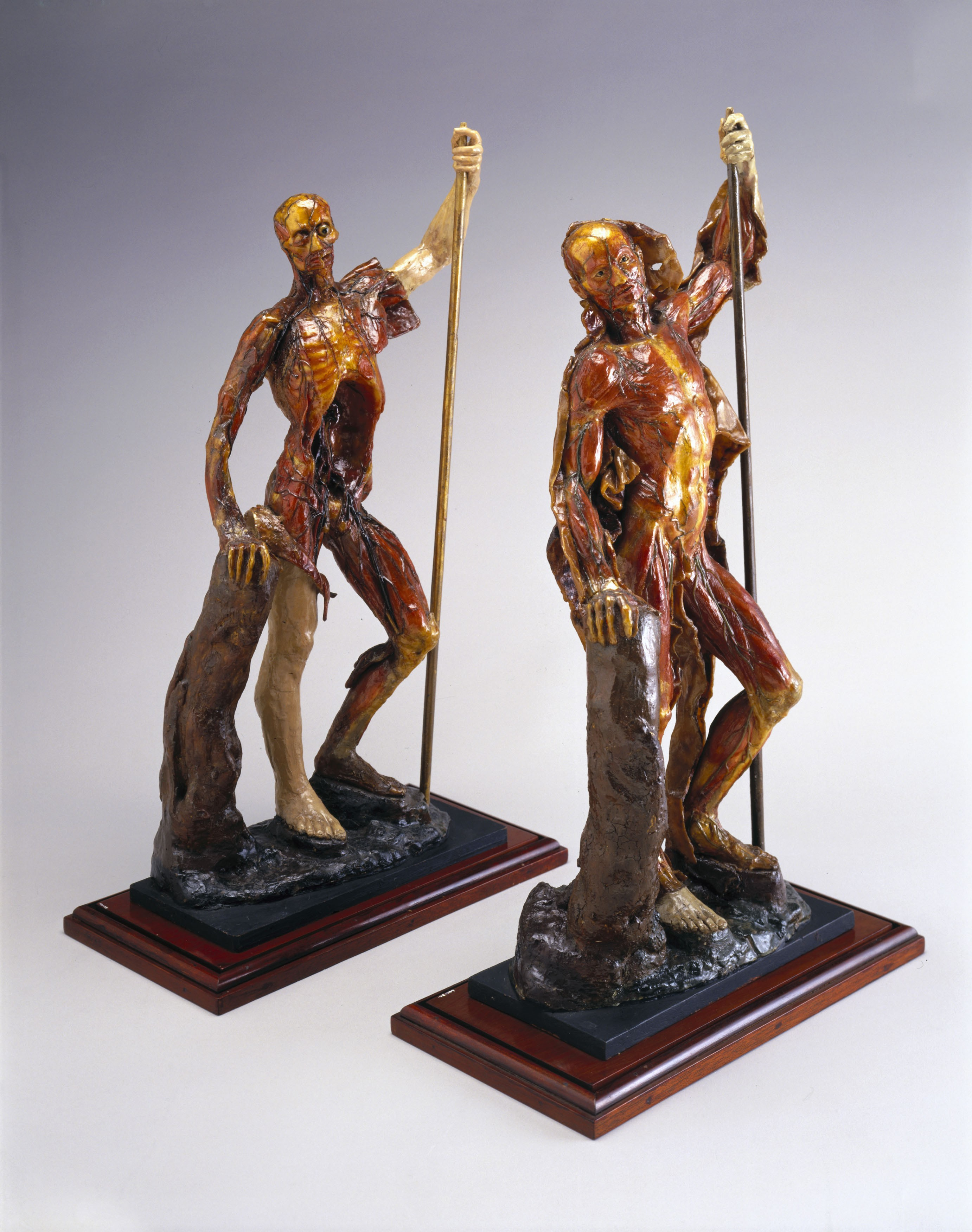
Anna Manzolini, figure anatomiche in cera per l'Università di Bologna

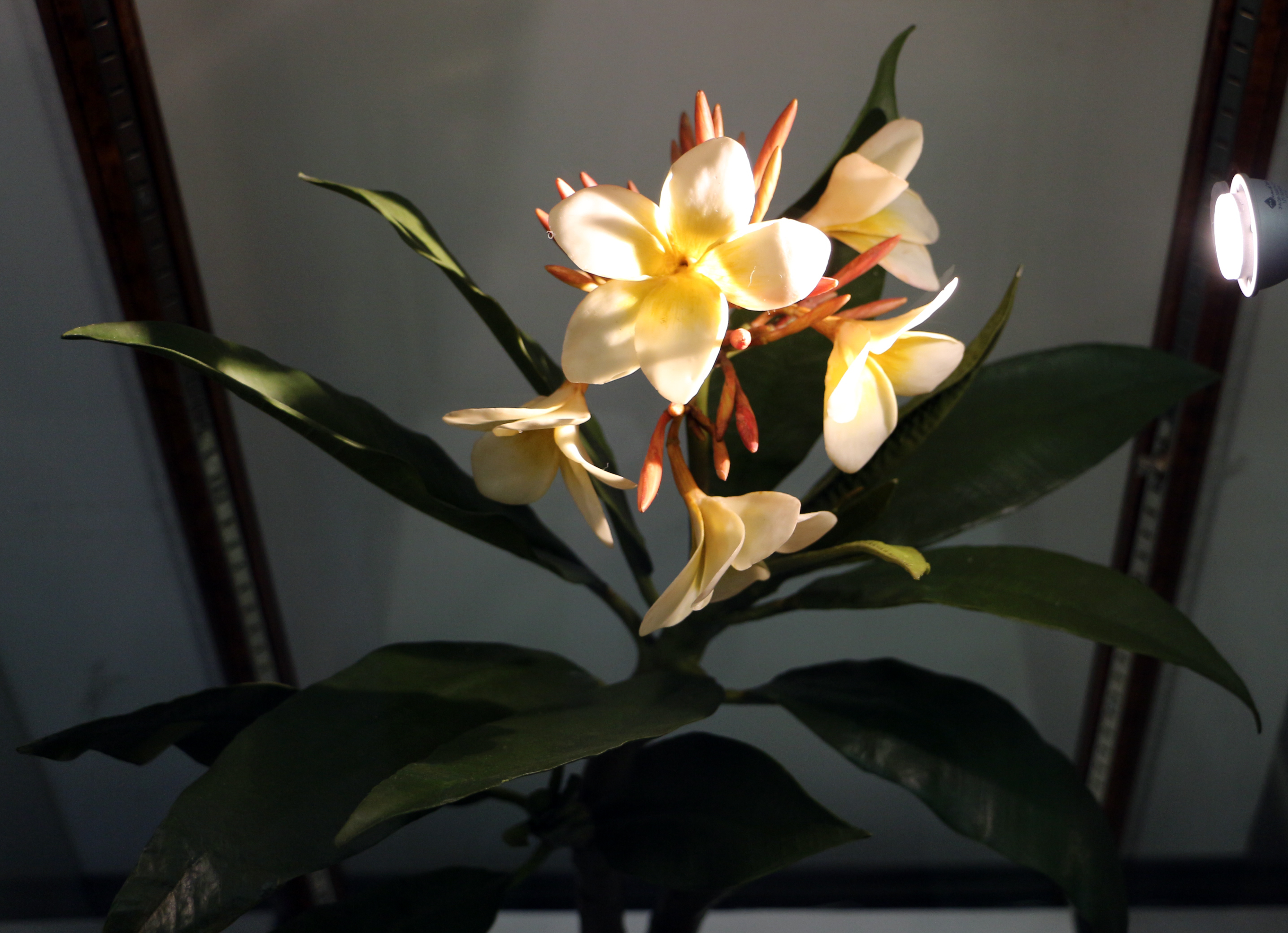
Fiori in cera del Museo di botanica di Firenze

La ceroplastica è un'antica tecnica di lavorazione della cera. Usata a lungo in ambito funerario, devozionale e ritrattistico, nei secoli XVIII e XIX fu largamente impiegata anche per la riproduzione a scopo didattico di modelli anatomici, zoologici e botanici.

## Storia
La facile reperibilità, le caratteristiche di malleabilità e duttilità, hanno favorito l'impiego della cera per svariati usi, per migliaia di anni. Fu materiale prezioso per proteggere il legno delle navi, le armi dall'ossidazione, in tintoria, in agricoltura, nella scrittura.
I popoli greci, egizi, fenici e romani la lavorarono a lungo per realizzare utensili, amuleti, basi per fusioni metalliche di gioielli e monete, piccole immagini giocattolo per i bambini. I greci erano soliti ornare le tombe delle giovani donne con bambole in cera (pupae), simboli ludici, ma anche una compagnia durante il viaggio verso l'Ade.
Nei cortili delle abitazioni romane patrizie, entro singole nicchie alle pareti, era consuetudine collocare ritratti raffiguranti gli antenati di famiglia, creati grazie a maschere di cera calcate sui volti dei defunti; si trattava di una sorta di albero genealogico in continua evoluzione, che consentiva l'illusoria presenza e partecipazione dei defunti alla vita domestica e agli eventi più importanti della famiglia. Nelle case meno abbienti era più frequente trovare piccole figure allegoriche di divinità. Nell'ambito della stregoneria i ritratti a grandezza naturale erano impiegati in rituali che terminavano con la liquefazione del demone raffigurato.
Durante i riti funebri imperiali i ritratti in cera sostituivano l'imperatore defunto, come raccontato da Cassio Dione a proposito dei cortei funebri di Augusto e Pertinace. L'abitudine di presentificare l'assente durante i funerali, rimase in uso nei secoli successivi soprattutto nelle famiglie nobili e regnanti dal XIV fino al XVIII secolo; ed è presente ancora oggi nei funerali del metropolita d'oriente.
Dal paganesimo delle civiltà mediterranee all'iconografia cristiana, il repertorio devozionale si arricchì di raffigurazioni in cera prodotte da artisti, più o meno affermati, e da botteghe artigiane appositamente sorte. Gli oggetti preparati più di frequente furono ex voto da portare in dono per grazia ricevuta, raffiguranti organi ammalati o ritratti di persone guarite.
 
La facilità di lavorazione e colorazione favorì lo sviluppo di una vera e propria arte scultorea in cera, un'arte che, seppur considerata minore e praticamente ignorata dalla critica fino al 1911, per secoli ha prodotto opere a fini estetici, ornate, decorate e accuratamente definite nel minimo dettaglio.
Fu anche utilizzata per realizzare abbozzi preliminari di future opere maggiori: Michelangelo per il David, Leonardo per il cavallo del monumento a Francesco Sforza, il Giambologna per l'Ercole e l'Idra di Lerna, sono solo alcuni degli artisti che misero a punto un modello in cera prima di mettere mano al marmo. 

Data la natura effimera del materiale, pochi esemplari di tali manufatti sono giunti ai nostri giorni, uno di questi è il modello del Perseo di Benvenuto Cellini conservato al Museo del Bargello e recentemente restaurato dall'Opificio delle Pietre Dure.
Ai primi del cinquecento le numerose opportunità offerte dal materiale ne consentirono l'impiego non solo nell'ambito delle arti figurative, ma anche in ambito scientifico. Proprio Leonardo fu fra i primi a iniettare cera fusa tramite una siringa nelle cavità ventricolari del cervello e del cuore, per indagarne le forme interne.

### A Firenze
L'arte di modellare la cera divenne una pratica assai diffusa in tutta Europa e Firenze si attestò capitale della ceroplastica.

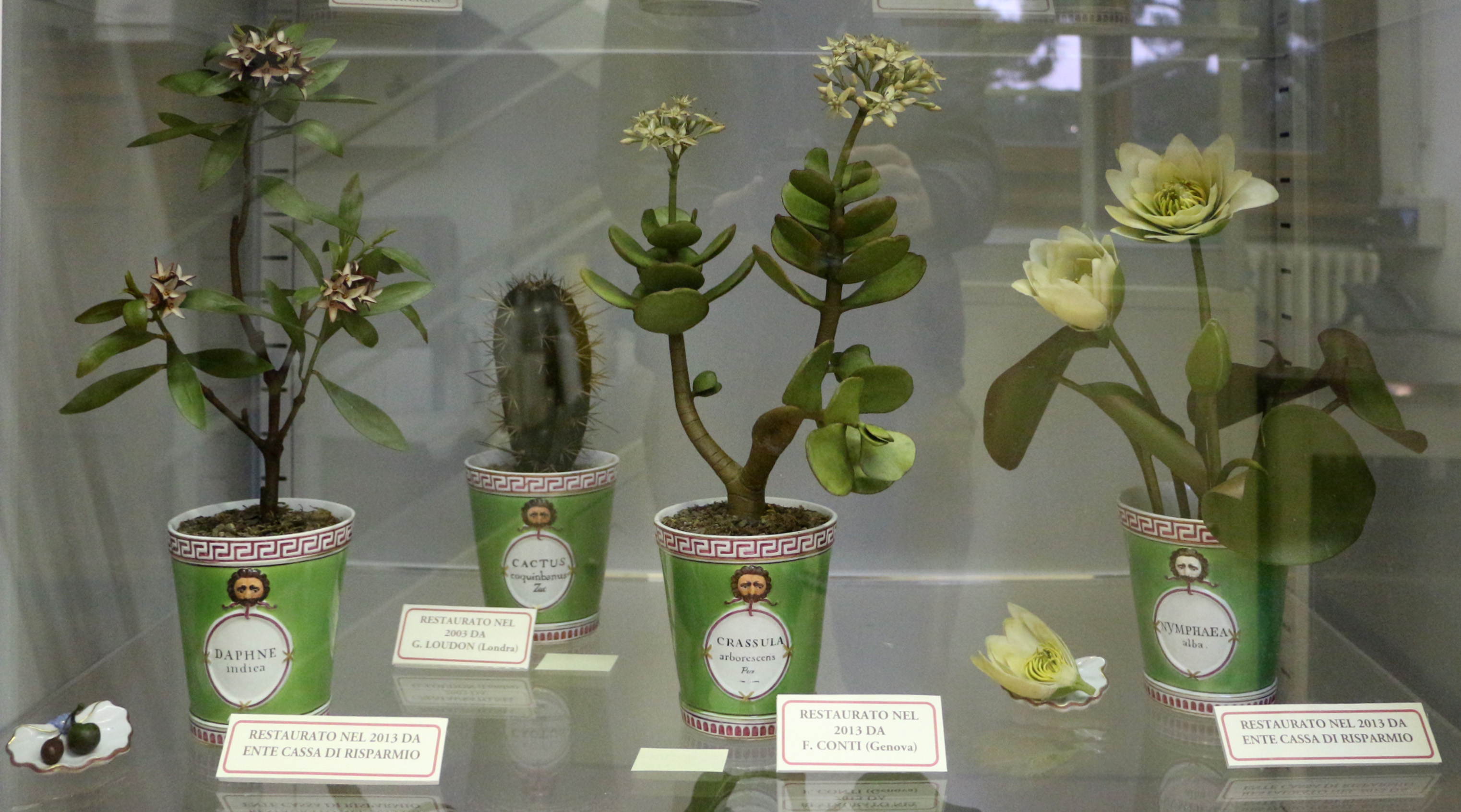
Modelli in cera. Museo botanico di Firenze

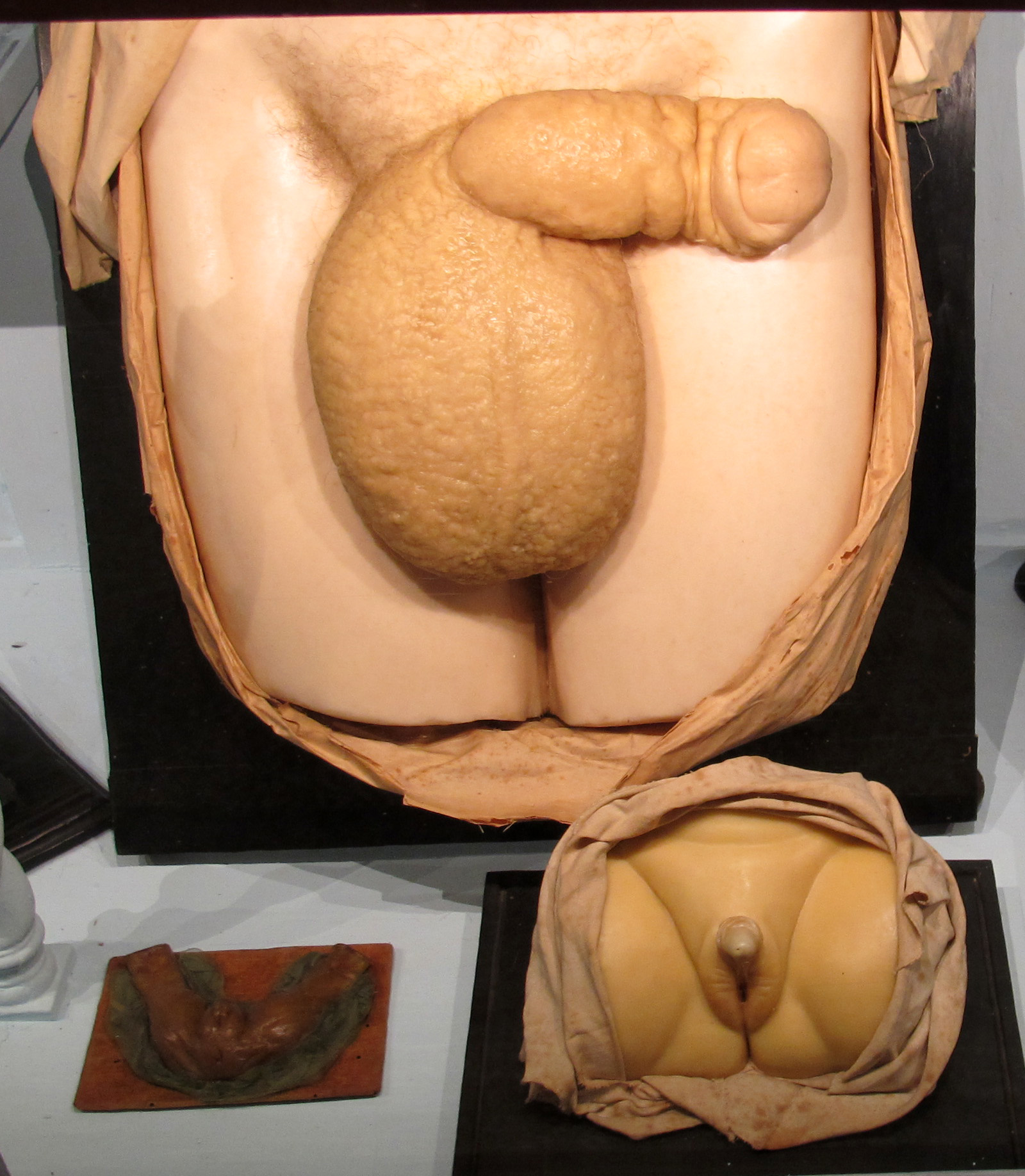
Istituto di anatomia patologica umana di Careggi

Intorno al 1200 molti impegni di fede, detti boti, venivano portati in dono alla Madonna della chiesa di Orsanmichele. Negli anni successivi nacque in città una grande scuola di ceroplastica che all'inizio produsse essenzialmente ex voto, in alternativa ai più preziosi e costosi ex voto in oro o argento, e nel 1400 divenne un importante riferimento per la ritrattistica. Scriveva Benedetto Dei:
(Benedetto Dei)
 
E ancora il Vasari: 
(Giorgio Vasari)
In quegli anni la chiesa di Orsanmichele e la basilica della Santissima Annunziata erano piene di busti, statue e boti in cera; tre delle statue presenti a grandezza naturale, realizzate sotto la guida del Verrocchio da Orsino Benintendi, esponente di una famiglia di noti ceraiuoli fiorentini, raffiguravano Lorenzo il magnifico; il suo ritratto in legno, conservato al Victoria and Albert Museum di Londra, venne creato grazie alla maschera mortuaria realizzata anch'essa in cera da Orsino Benintendi. La statua di Giuliano de' Medici e un'altra di Alessandro de' Medici furono eseguite da altri noti artisti come Baccio da Montelupo e forse dal Cellini; Filippo Benintendi fu l'autore di una statua della principessa Isabella d'Este. Purtroppo tutte andarono distrutte alla fine del XVIII secolo.

### Modelli didattici tra Firenze e Bologna
Non solo arte sacra ed ex voto, a partire dalla metà del Seicento qualsiasi università europea degna di nota in campo medico volle dotarsi di modelli scientifici, botanici ma soprattutto anatomici in cera, per garantire materiale didattico di elevata verosimiglianza, facilmente manipolabile e sempre disponibile, evitando allo stesso tempo la dissezione dei cadaveri e la loro difficile conservazione. 
In un'epoca in cui l'anatomia era ancora carica di valenze filosofiche, morali, teologiche e artistiche, i modelli anatomici permettevano anche ad un pubblico più vasto di contemplare la creatura divina fin nei suoi aspetti più reconditi, facendo convergere razionalità ed emotività.
Il pittore e architetto Ludovico Cardi, detto Cigoli, fu il primo artista che si cimentò nell'arte della ceroplastica anatomica; fra le sue creazioni lo Scorticato, opera a cavallo tra arte e scienza, è conservato al Museo del Bargello.

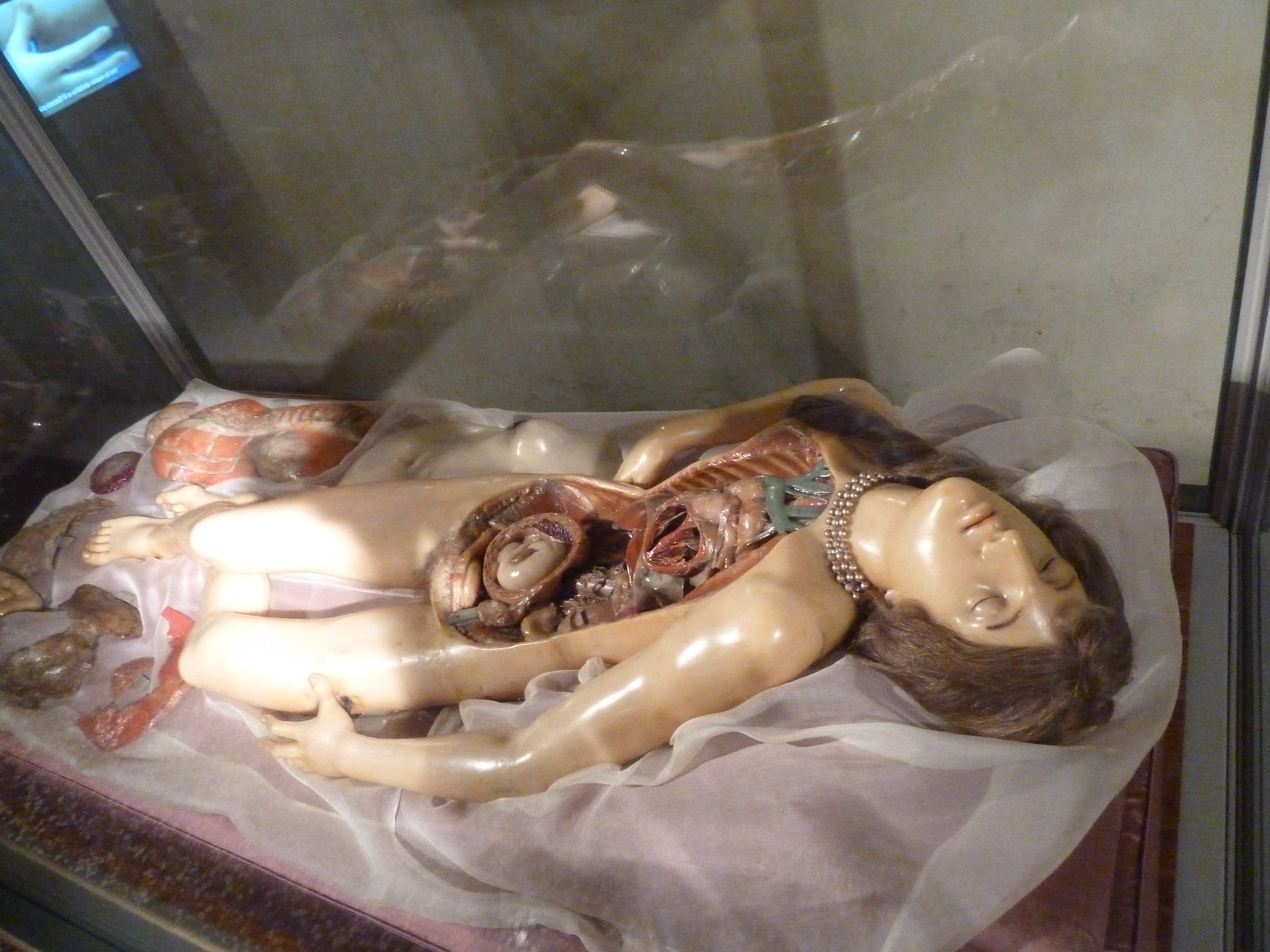
La Venerina di Clemente Susini. Museo di Palazzo Poggi, Bologna

A Parma nel seicento venne allestito un Gabinetto anatomico patologico in cera e a Bologna una scuola anatomica che fu attiva per oltre un secolo e mezzo e diede lustro ad artisti anatomisti importanti come Anna Morandi Manzolini, suo marito Giovanni Manzolini, Domenico Piò, Domenico Cardani, Giovan Battista Manfredini (1742-1829), Clemente Susini, Pietro Sandri (1789-?), Giuseppe Astorri (1785-1852), Cesare Bettini, Francesco Mondini e il suo successore Luigi Calori.

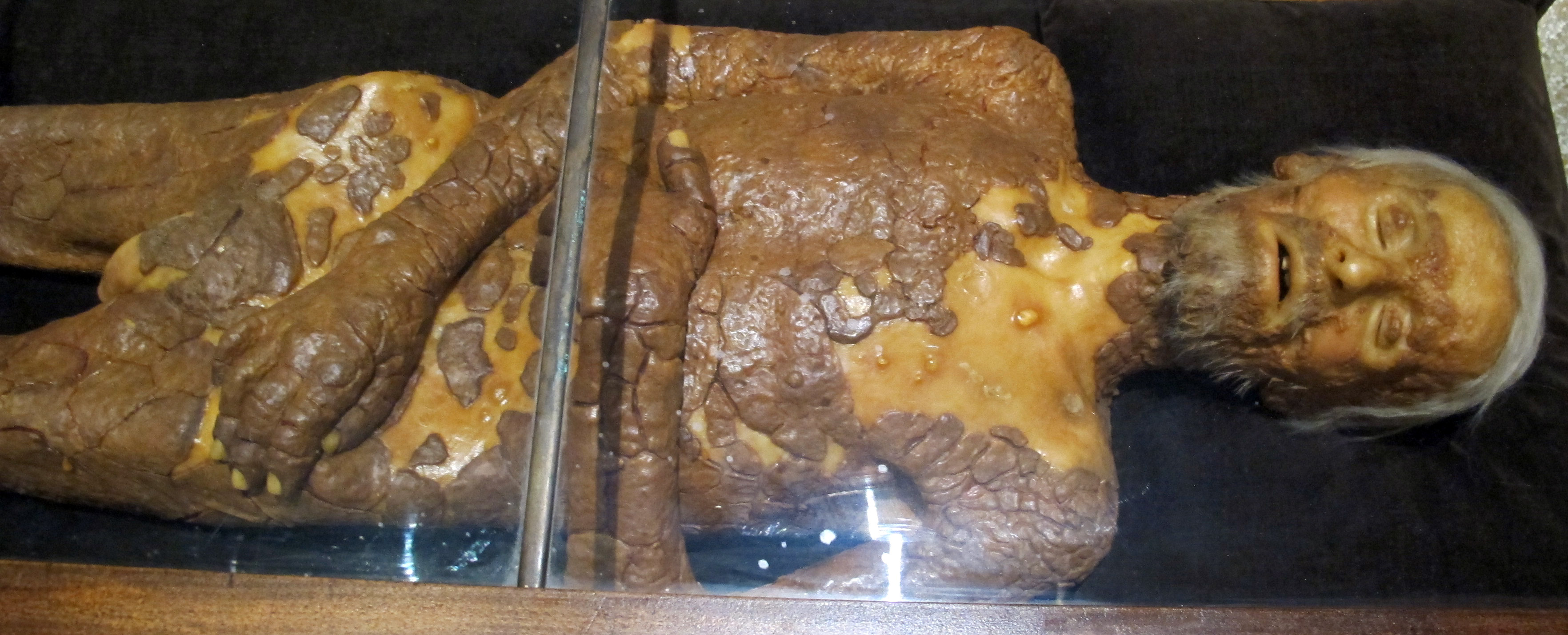
Istituto di anatomia patologica umana di Careggi, scultura in cera per studio didattico della lebbra

Per l'Istituto delle Scienze, fondato nel 1711 da Luigi Ferdinando Marsigli, Ercole Lelli, che già aveva realizzato in legno due statue di umani scorticati a sostegno del baldacchino nel Teatro anatomico dell'Archiginnasio, progettò nel 1742 la Stanza dell'anatomia; qui collocò statue a grandezza naturale composte da veri scheletri ricoperti da fasci muscolari superficiali e profondi in cera, colorata con sostanze naturali; inoltre realizzò due reni sani e due anomali che furono alcune delle prime rappresentazioni delle malformazioni e delle patologie.

Tra Firenze e Bologna Clemente Susini realizzò alcune Venerine, corpi di donna sezionati, dove l'elemento artistico prevaleva su quello anatomico; nella seconda metà del settecento Giuseppe Galletti utilizzò modelli in terracotta e in cera eseguiti da Giuseppe Ferrini, per l'istruzione pratica dei chirurghi e delle ostetriche all'Ospedale di Santa Maria Nuova a Firenze. Molte delle opere prodotte a Bologna sono conservate al Museo delle cere anatomiche Luigi Cattaneo, aperto fin dal Settecento.

#### Officina ceroplastica fiorentina
Dal 1771 fino a tutto il XIX secolo un contributo importante alla riproduzione di modelli didattici lo dette l'Officina ceroplastica fiorentina, fondata per volere del Granduca Leopoldo II d'Asburgo-Lorena sotto la direzione di Felice Fontana; all'abilità di valenti ceroplasti, detti anche ceraioli, si deve la consistente collezione ceroplastica conservata al Museo della Specola di Firenze.

### In Campania
L'arte della ceroplastica in Campania nei XVI e XVII secoli trovò massima espressione nella raffigurazione di presepi e di episodi rilevanti della liturgia cristiana. Soltanto le teste, le mani e i piedi dei vari personaggi venivano realizzati in cera, i corpi erano preconfezionati con materiali diversi tipo legno, fil di ferro, crine e stracci, ed erano abbigliati con abiti di stoffa, opere di sarte artigiane partenopee.
Col passare del tempo e l'affinarsi delle tecniche, si identificarono quattro principali filoni: il filone iperrealistico, che riproduceva principalmente scene macabre; quello vedutista, che realizzava suggestive vedute di Napoli; quello iconico, ad opera di Giovan Francesco Peri specializzato nella ritrattistica, e quello sacro, ambito che ebbe una notevole diffusione grazie all'opera di una ceroplasta allieva di Gaetano Zumbo, Caterina de Julianis. Fra i ceroplasti campani sono da ricordare Francesco Saverio Citarelli, Gennaro Ferrini e Giuseppe Sorrentino.

### In Sicilia

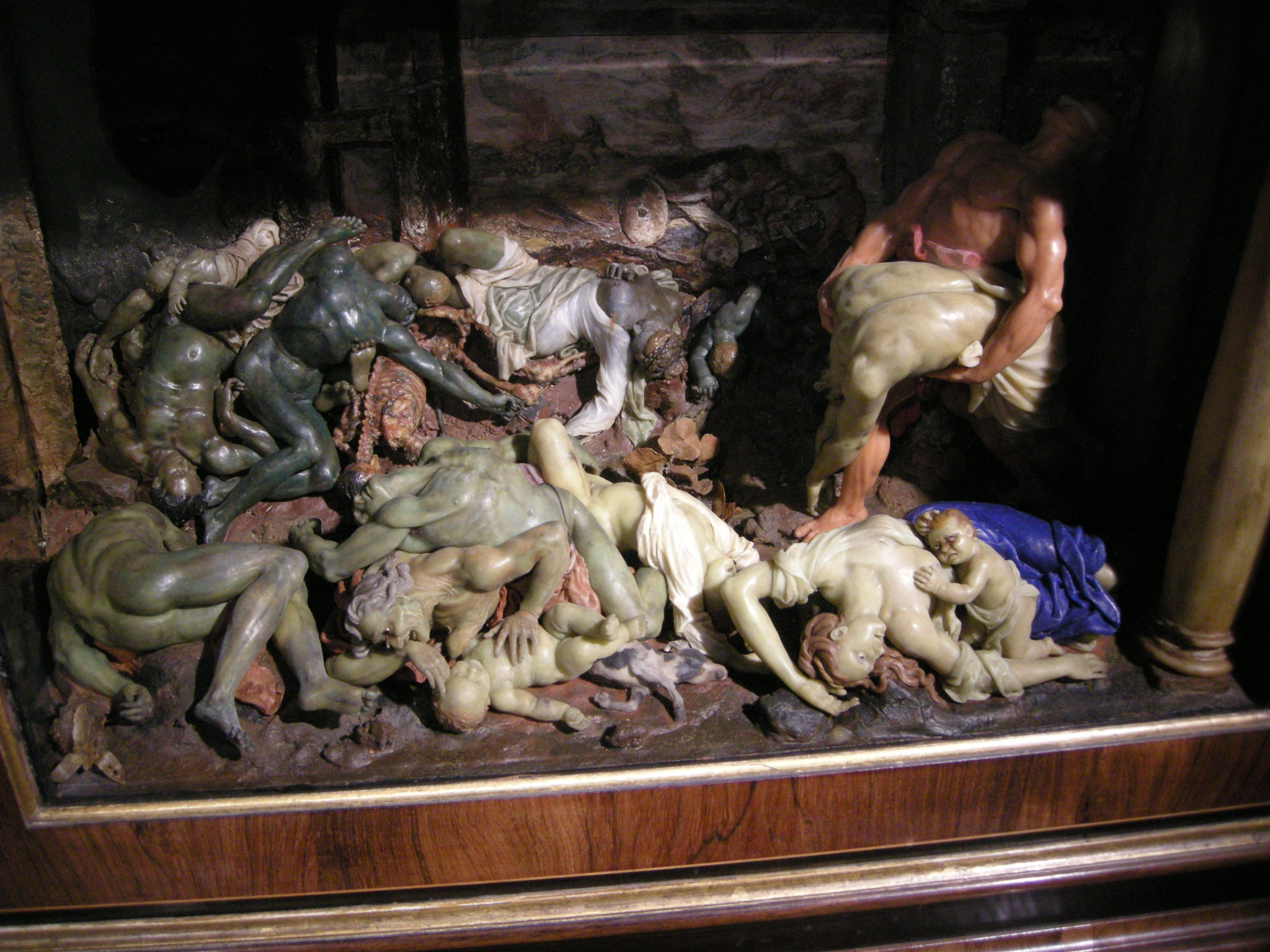
Gaetano Zumbo, ceroplastica della peste, Firenze, Museo della Specola

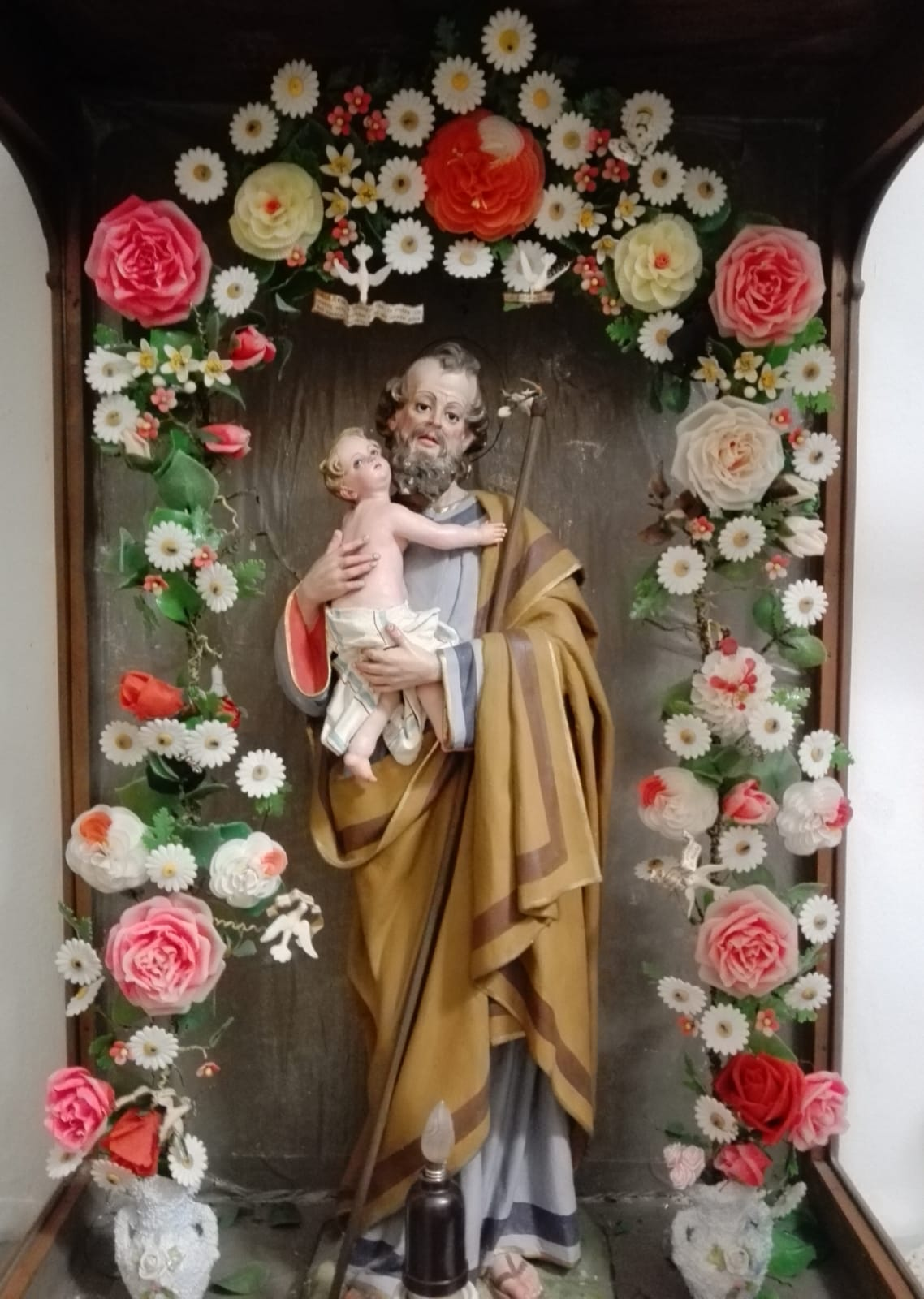
Opera di arte sacra rappresentante San Giuseppe con ghirlanda in fiori in ceroplastica dei primi del '900 di artistica alcamese (Sicilia)

Nel XVIII secolo la ceroplastica ebbe un notevole sviluppo anche in Sicilia, specialmente a Palermo. Fin dal medioevo la scuola sicula si era dedicata all'arte sacra, prevalentemente all'interno di monasteri e conventi. Nel settecento i cirari (ceraiuoli) cominciarono a realizzare Bambinelli Gesù abbigliati con ricchi tessuti ricamati, i così detti Bambineddi, che assumevano anche il ruolo di ex-voto. Non erano solo destinati ad una committenza ecclesiastica, era facile trovarli anche nell'arredo domestico di molte case siciliane, spesso protetti dentro le scarabattole. Esiste ancora oggi a Palermo via Bambinai, strada un tempo occupata da numerose botteghe di artigiani ceraioli detti Bamminiddara. 
Un ulteriore impiego in Sicilia fu quello decorativo nell'architettura settecentesca, evidente nella boiserie di Palazzo Biscari a Catania, a Palazzo Butera di Palermo e in molti altri luoghi ornati secondo lo stile del Barocco siciliano.
Il più celebre ceroplasta siculo fu Gaetano Zumbo, tanto abile da esser chiamato alle corti di Napoli, Firenze, Parigi. Alcune sue opere, rappresentazioni dalla peste mostrata in tutta la sua crudezza, sono esposte al Museo della Specola di Firenze; una Natività al Victoria & Albert Museum di Londra; una deposizione al Museo del Bargello; tre testine nel Museo degli Argenti; altre opere nel Castello di Sanluri a Cagliari. Nel 1695 per studiare l'anatomia umana si recò a Bologna e a Genova, qui conobbe il chirurgo Guillame Desnoues e insieme collaborarono alla produzione di parti anatomiche in cera.

Altri artisti siciliani furono Giovanni Rosselli, specializzato in presepi, Anna Fortino, Anna La Farina, Fra' Ignazio Macca, Matteo Durante, Gabriele Marino, Calogero Mandracchia, Mariano Cormaci, Rosalia Novelli e altri.
A Bagheria nel 1797, per volere di Ercole Michele Branciforti e Pignatelli, principe di Butera, fu realizzato un museo delle cere ante litteram, il Museo delle Cere della Certosa, organizzato in più ambienti ognuno dei quali esponeva busti o figure intere di personaggi che gravitavano intorno alla corte del principe. Dal 1994 il museo si chiama Museo del giocattolo e delle cere Pietro Piraino perché, oltre ad almeno cento pezzi in cera, espone molti giocattoli antichi.

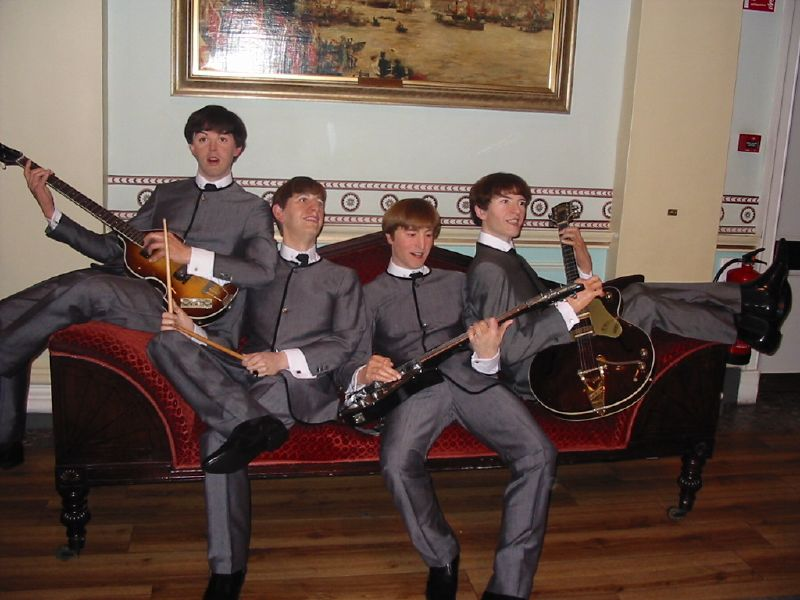
The Beatles, Museo Madame Tussauds di Londra

### Nell'età contemporanea

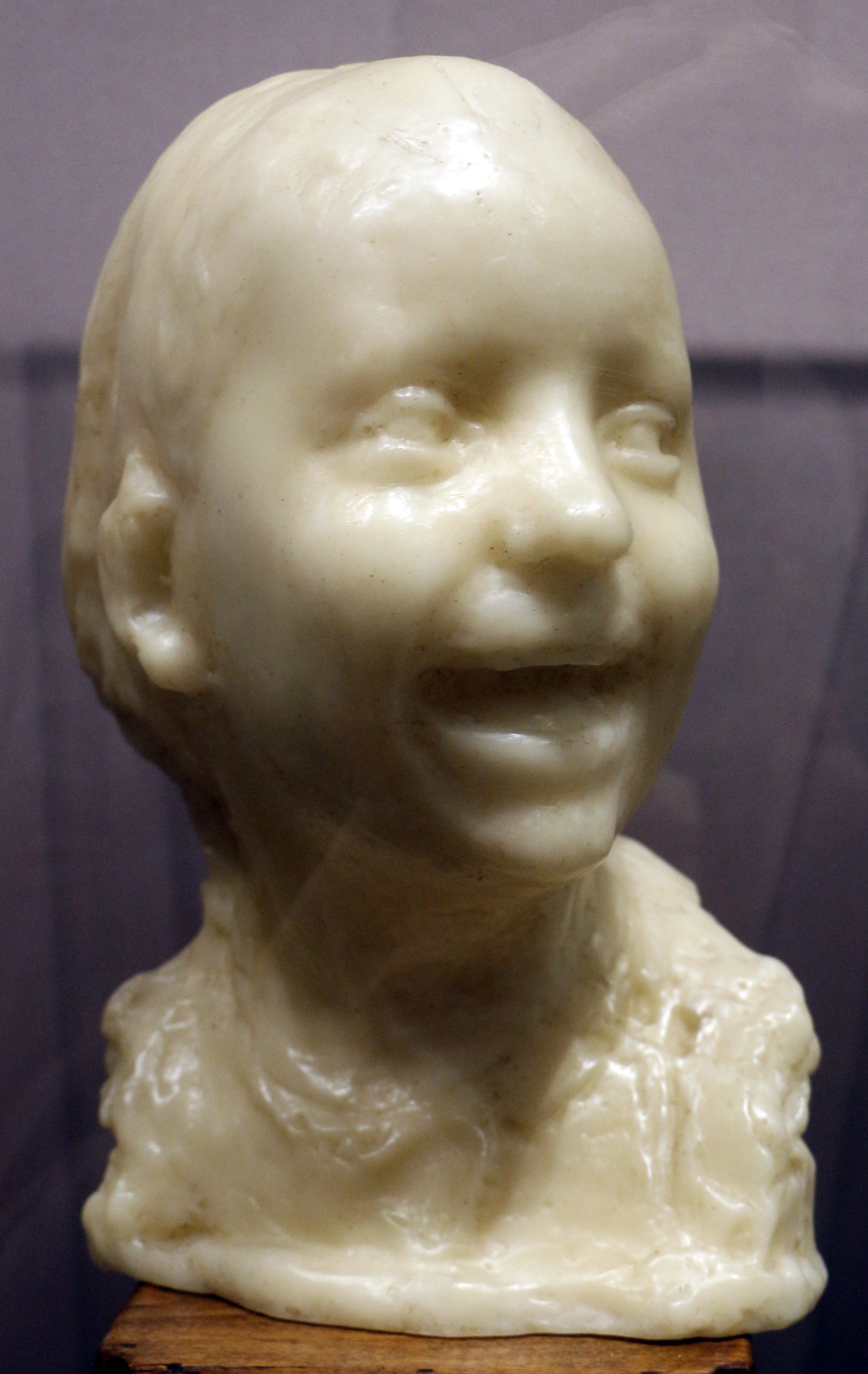
Medardo Rosso. Bambina ridente, cera su gesso, fusione postuma. Galleria d'Arte Moderna, Milano

Nella seconda metà del XIX secolo opere in cera furono realizzate da Edgar Degas e Medardo Rosso, artista aderente alla scapigliatura milanese. I soggetti da lui preferiti furono principalmente volti di bambini e giovinette, realizzati con cera colorata.
Attorno alla ceroplastica si sviluppò l'interesse anche di antropologi, criminologi e filosofi, interessati alle interconnessioni pseudo-scientifiche della fisiognomica.
Francesco Garnier Valletti nella seconda metà dell'Ottocento si affermò come modellatore di fiori e frutta a uso didattico, abilità che lo rese famoso oltre i confini italiani; prestò la sua opera a Vienna e a San Pietroburgo. Le sue creazioni sono conservate a Torino presso il Museo della frutta a lui dedicato.
Un impressionante realismo fu raggiunto nella ritrattistica, come appare evidente nelle opere custodite nei musei di Madame Tussauds, abile ceroplasta fin da piccola, istituiti in molte città fin dal primo ottocento.
Alcuni artisti contemporanei, che inseriscono pratiche ceroplastiche in alcuni dei loro processi creativi, sono Bruce Nauman e Maurizio Cattelan.

## Tecnica
Così Benvenuto Cellini descriveva la lavorazione della ceroplastica:
(Benvenuto Cellini)
La cera offre infinite possibilità rispetto ad altri materiali: è morbida, plastica, si può modellare e rimodellare, rifondere, è possibile modificarne il grado di lucentezza e la trasparenza. Può essere plasmata o fusa e unita con altri materiali, come peli, capelli e denti. 
La colorazione avviene o mescolando il colore alla cera prima della lavorazione, così da ottenere una colorazione unica e uniforme, o dipingendo la maschera e l'immagine dopo lavorata.
Alcuni artisti, quali Lelli, non utilizzavano pura cera bensì sego e mastice lavorati con trementina e acquaragia; l'impasto veniva usato per ricoprire scheletri veri, sostenuti da strutture metalliche che ne favorivano le svariate posture.
I maestri ceroplasti mettevano molta cura nell'adornare le loro creazioni con panneggi e drappeggi, realizzati con sottilissimi fogli di cera colorata ancora calda, ornamento che assicurava leggerezza e veridicità all'opera. Una peculiarità siciliana era l'utilizzo di una cera molto dura e cristallina, che ben si accostava all'incarnato umano. La sua resistenza era dovuta ad una colata interna di cera grezza, rinforzata con cera di pino. Gli occhi erano in vetro, mentre barba e capelli, prima colorati e acconciati, venivano applicati "a ferro caldo".
Data la deperibilità della materia, poche opere dell'antica ceroplastica sono giunte ai nostri giorni.

## Statua di cera

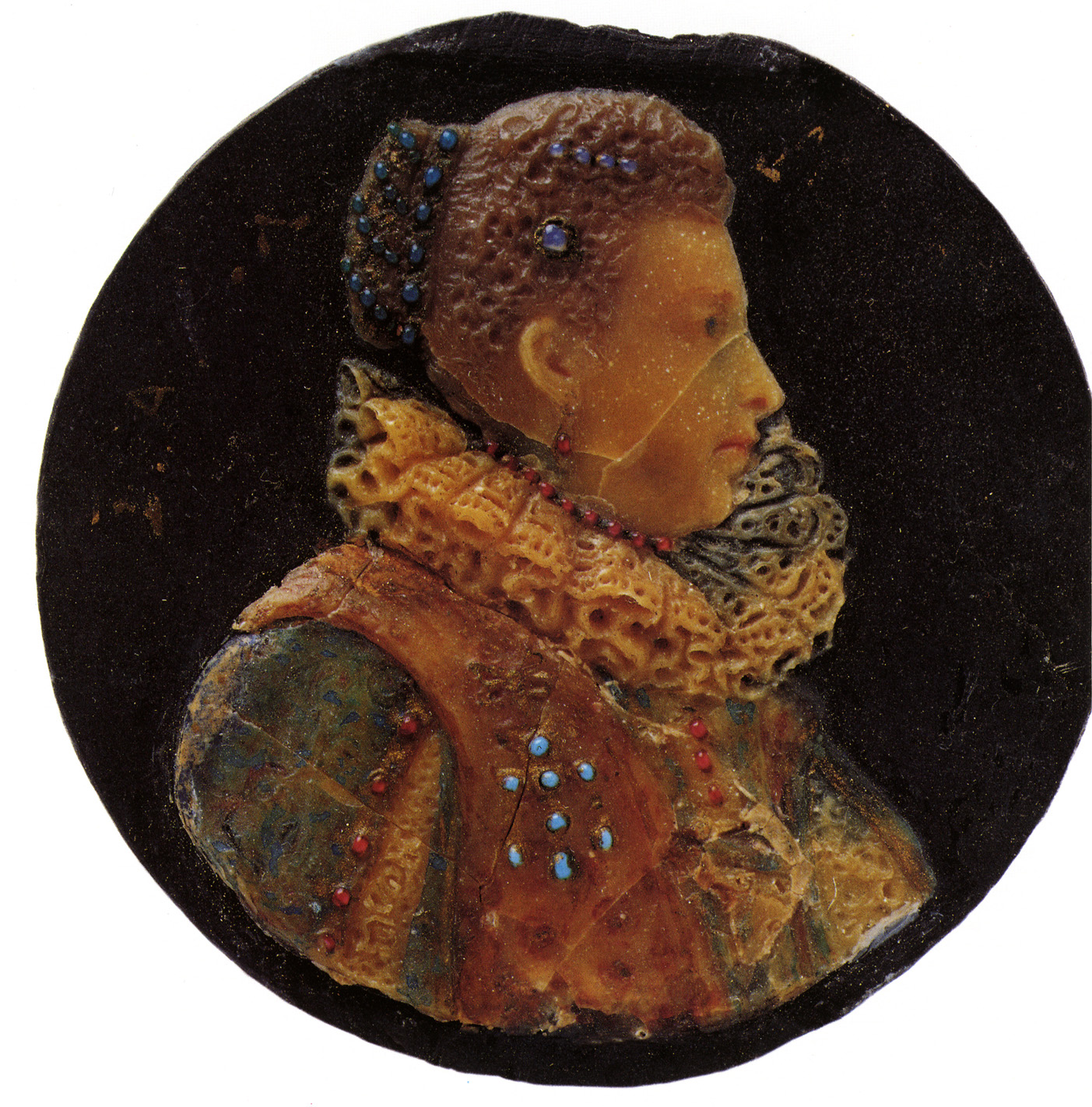
Anna d'Asburgo di Alessandro Abondio, 1618

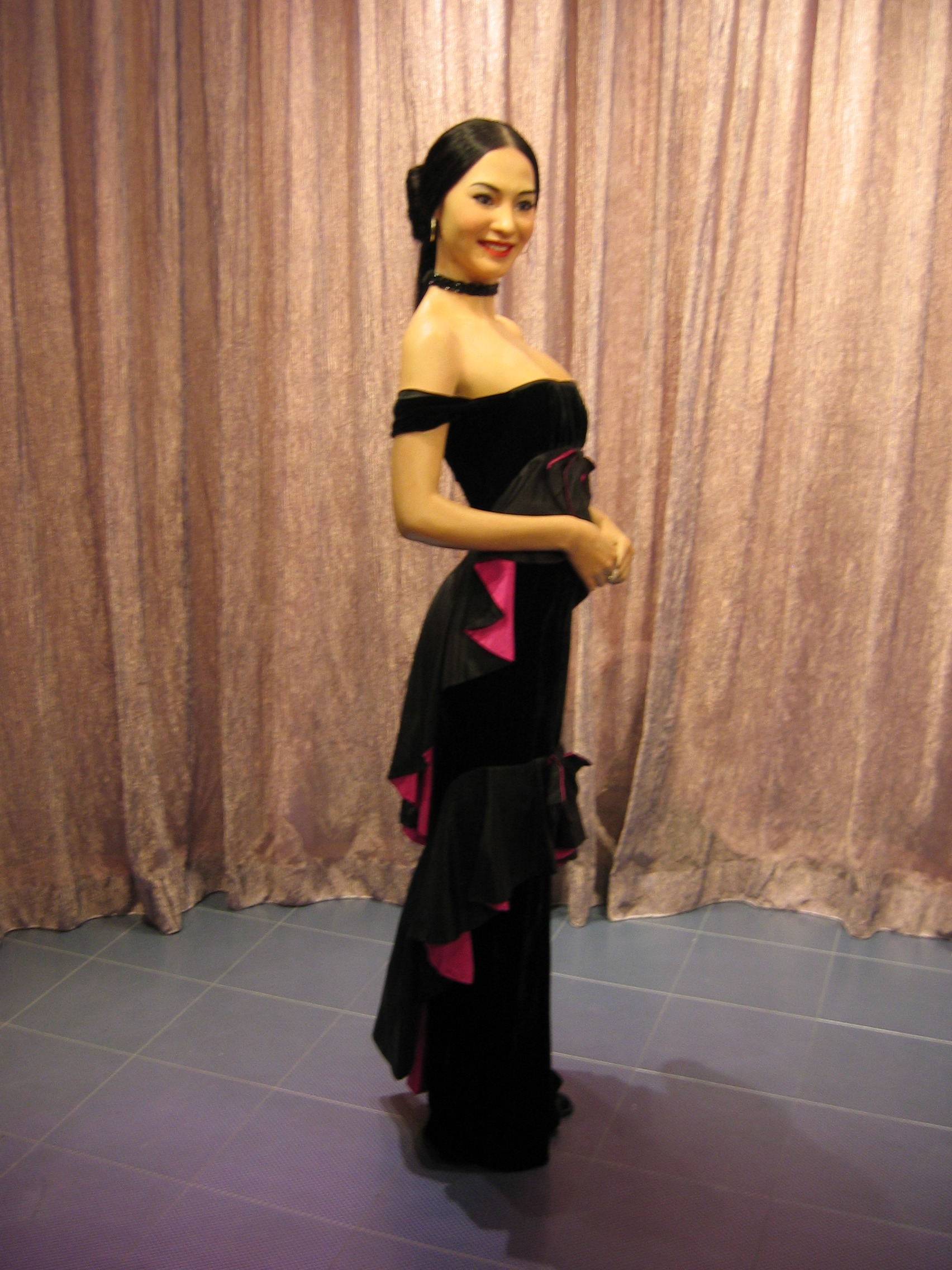
Una tipica scultura moderna di Cecilia Cheung a Madame Tussauds (Hong Kong).

Una statua di cera è una scultura fatta in cera. Spesso sono solo effigi che riproducono un singolo personaggio famoso, ma esistono esempi di maschere mortuarie, di gisant e di scene di gruppo, con molte figure, per lo più realizzate in rilievo.